# تسا ساندرسون
تسا ساندرسون (انگلیسی: Tessa Sanderson؛ زادهٔ ۱۴ مارس ۱۹۵۶) پرتاب‌گر نیزه اهل بریتانیا است.